# Fabio Carpani
Fabio Carpani (Desenzano del Garda, 23 agosto 1975) è un pilota motociclistico italiano ritiratosi dall'attività agonistica.

## Carriera
Inizia a competere in campionati di rilievo nel 1996, quando prende parte al campionato Europeo Velocità nella classe 250 con una Aprilia, ottenendo trentasei punti e l'undicesima posizione nella graduatoria piloti. Confermato con la stessa moto nello stesso campionato anche nel 1997, migliora la posizione in classifica piloti rispetto alla stagione precedente, arrivando settimo con 87 punti, raccogliendo punti in tutte le nove gare in calendario.
Per quanto riguarda le competizioni del motomondiale il suo esordio è avvenuto, grazie ad una wild card, nella stagione 1997 in occasione del GP d'Italia dove ha corso nella classe 250 guidando una Aprilia e senza conquistare punti validi per la classifica iridata. Nel 1998 ha gareggiato con la Honda NSR 500 V2 bicilindrica del team Polini Inoxmacel di Cirano Mularoni, raggiungendo come miglior risultato un 15º posto nel GP di Gran Bretagna; grazie al punto ottenuto è giunto al 34º posto della classifica finale del campionato.
Nell'anno successivo è iscritto al campionato mondiale Supersport con una Ducati 748 R del team Desenzano Corse. La stagione non è molto positiva, infatti non riesce a qualificarsi in sette occasioni, mentre nelle sole due gare dove si qualifica non ottiene piazzamenti a punti.

## Risultati in gara

### Motomondiale
| 1997 | Classe | Moto    |  |  |  |     |  |  |  |  |  |  |  |  |  |  |  | Punti | Pos. |
| ---- | ------ | ------- |  |  |  | --- |  |  |  |  |  |  |  |  |  |  |  | ----- | ---- |
| 1997 | 250    | Aprilia |  |  |  | Rit |  |  |  |  |  |  |  |  |  |  |  | 0     |      |

| 1998 | Classe | Moto  |    |     |     |    |    |    |    |    |    |     |    |     |     |    |  | Punti | Pos. |
| ---- | ------ | ----- | -- | --- | --- | -- | -- | -- | -- | -- | -- | --- | -- | --- | --- | -- |  | ----- | ---- |
| 1998 | 500    | Honda | 16 | Rit | Rit | 20 | 19 | 16 | NQ | 15 | 16 | Rit | 19 | Rit | Rit | 20 |  | 1     | 34º  |

| Legenda | 1º posto        | 2º posto            | 3º posto            | A punti      | Senza punti        | Grassetto – Pole position Corsivo – Giro più veloce |
| Legenda | Gara non valida | Non qual./Non part. | Ritirato/Non class. | Squalificato | '-' Dato non disp. | Grassetto – Pole position Corsivo – Giro più veloce |

### Campionato mondiale Supersport
| 1999 | Moto   |    |    |     |    |    |    |  |    |    |    |  | Punti | Pos. |
| ---- | ------ | -- | -- | --- | -- | -- | -- |  | -- | -- | -- |  | ----- | ---- |
| 1999 | Ducati | NQ | NQ | Rit | 21 | NQ | NQ |  | NQ | NQ | NQ |  | 0     |      |

| Legenda | 1º posto        | 2º posto            | 3º posto           | A punti      | Senza punti        | Grassetto – Pole position Corsivo – Giro più veloce |
| Legenda | Gara non valida | Non qual./Non part. | Ritirato/Non class | Squalificato | '-' Dato non disp. | Grassetto – Pole position Corsivo – Giro più veloce |